# Orbea variegata
Orbea variegata е вид цъфтящо растение от семейство Олеандрови (Apocynaceae), известно като звездно цвете. То е родом от крайбрежния пояс на Западен Кейп, Южна Африка, като расте активно през зимния сезон на валежите. Това е инвазивен вид в Южна Австралия.

## Галерия
- Зрели колонии
- Неразпукан цвят
- Цвят
- Цвят с типична окраска
- Плод